# Peter Laughner
Peter Ravenscroft Laughner (Cleveland, 22 agosto 1952 – 22 giugno 1977) è stato un cantante, chitarrista e compositore statunitense.

## Biografia
Peter Laughner fu il fondatore, intorno alla metà degli anni '70, dei gruppi cult Rocket from the Tombs e Pere Ubu, formazioni underground antesignane del punk e della New Wave. È stato autore di canzoni storiche come Ain't It Fun (ripresa dapprima dai Dead Boys nel 1978 e poi dai Guns N' Roses nei primi anni '90), Final Solution (reinterpretata in chiave synth pop da Peter Murphy) e Life Stinks (cavallo di battaglia dei Pere Ubu). L'idolo e il massimo riferimento di Laughner era Lou Reed, che lui a volte chiamava il "mio Woody Guthrie".  
I Rocket From The Tombs facevano uno sporco miscuglio di blues e garage rock, citando Stooges e Velvet Underground. Si noti infatti come So Cold o Ain't It Fun possano ricordare Open Up And Bleed.  
Negli ultimi anni di vita Peter Laughner divenne amico intimo del critico Lester Bangs, come ha scritto quest'ultimo in un suo celebre articolo dedicato proprio alla morte di Laughner.
L'ultimo evento di nota prima della sua morte fu che cercò di salire sul palco del CBGB's per fare una jam col Patti Smith Group e che venne cacciato da Lenny Kaye e dal fratello di Patti Smith. 
Seriamente minato dall'abuso di alcool e stupefacenti, morì nel 1977, a soli 24 anni, a seguito di una pancreatite acuta.

## Discografia con i Rocket From The Tombs
- The Day The Earth Met The Rocket From The Tombs - Live, bootleg. Comprende una cover strumentale di Raw Power e una cover di Search And Destroy degli Stooges.
- Rocket Redux - materiale da studio, comprende So Cold, 30 Seconds Over Tokyo, Sonic Reducers, Ain't It Fun, Final Solution.